# Drymonie

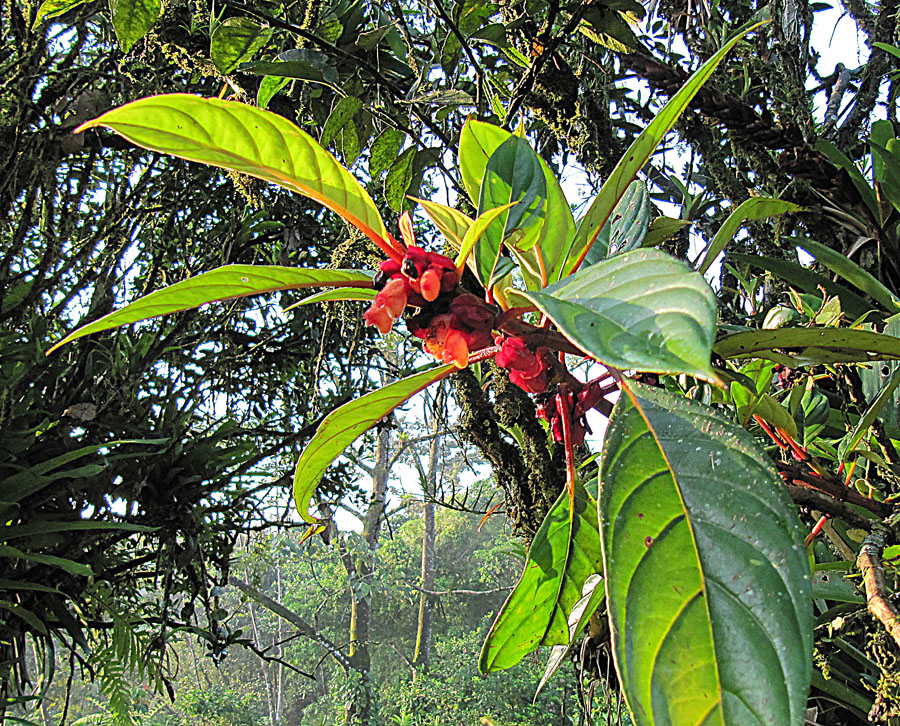
Drymonie Drymonia coriacea

Drymonie (Drymonia) je rod rostlin z čeledi podpětovité. Je rozšířen v tropické Americe a zahrnuje asi 100 druhů. Drymonie jsou dřevnaté liány se vstřícnými listy a často s nápadnými květy podepřenými zvětšeným a mnohdy barevným kalichem. Květy jsou opylovány zejména včelami, některé druhy i kolibříky. Druh Drymonia serrulata je používán ve Střední Americe jako analgetikum.

## Popis
Drymonie jsou na rozdíl od převážné většiny zástupců čeledi podpětovitých dřevnaté liány dorůstající délky až 5 metrů, případně keře. Rostou na zemi nebo jako epifyty. Stonky jsou větvené nebo jednoduché, často s adventivními kořeny v uzlinách. Listy jsou vstřícné, v párech přibližně stejné velikosti, většinou tenké nebo výjimečně tlusté a kožovité, celokrajné nebo na okraji pilovité. U některých druhů mají listy prodloužené řapíky.
Květy jsou úžlabní, jednotlivé nebo po několika ve svazečcích, podepřené zvětšenými a listovitými nebo drobnými a nenápadnými listeny, často opadavými. Květy bývají poměrně velké, často jsou nápadně zbarvené a většinou vyrůstají na starším dřevě. Kalich je tvořen 5 lístky, často je velký a zbarvený nebo zelený a listovitý. Kališní lístky jsou volné nebo na bázi srostlé. Koruna je obvykle nálevkovitá, na bázi vakovitá nebo ostruhatá, v kalichu šikmo nasazená. Ústí koruny je široké, s 5 okrouhlými a často třásnitými laloky. Tyčinky jsou 4, jsou přirostlé při bázi korunní trubky a nevyčnívají z květů. Semeník je svrchní s dvoulaločnou bliznou. Plodem je dužnatá tobolka, za zralosti kožovitá a pukající 2 stáčejícími se chlopněmi, které po otevření plodu odhalují vnitřní červenou, oranžovou nebo purpurovou dužninu se semeny. Semena jsou elipsoidní nebo vřetenovitá.

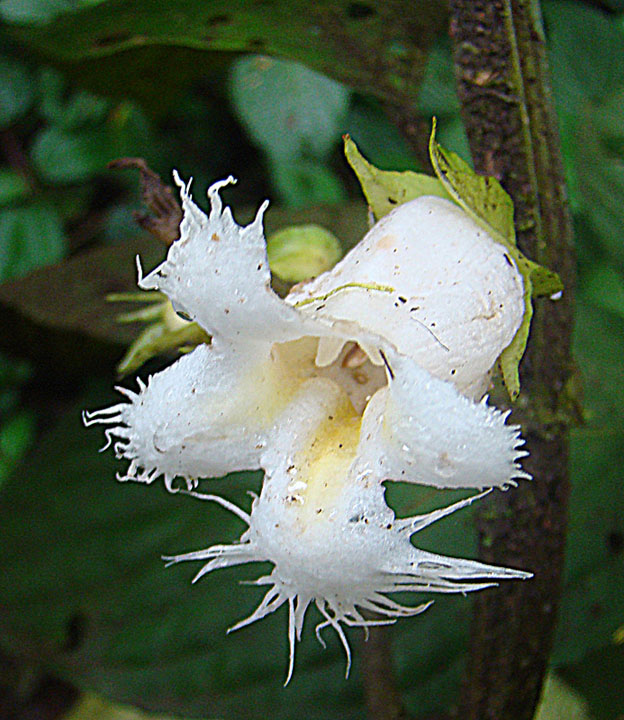
Květ Drymonia lanceolata
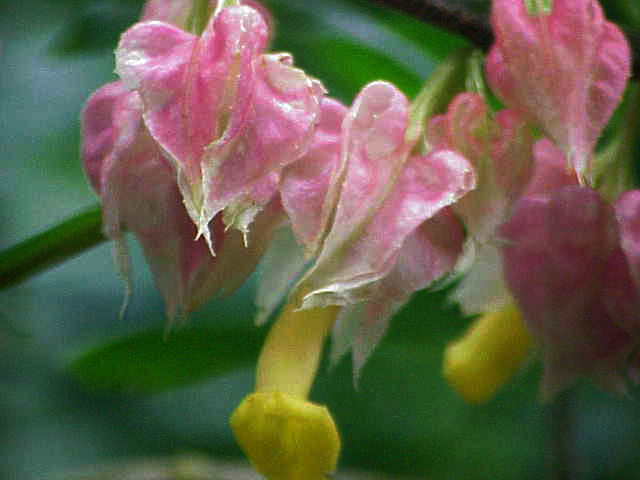
Květy drymonie Drymonia sp.
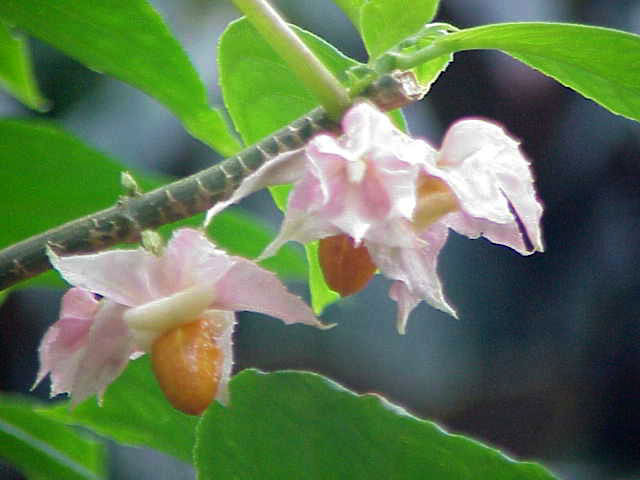
Plody drymonie Drymonia sp.
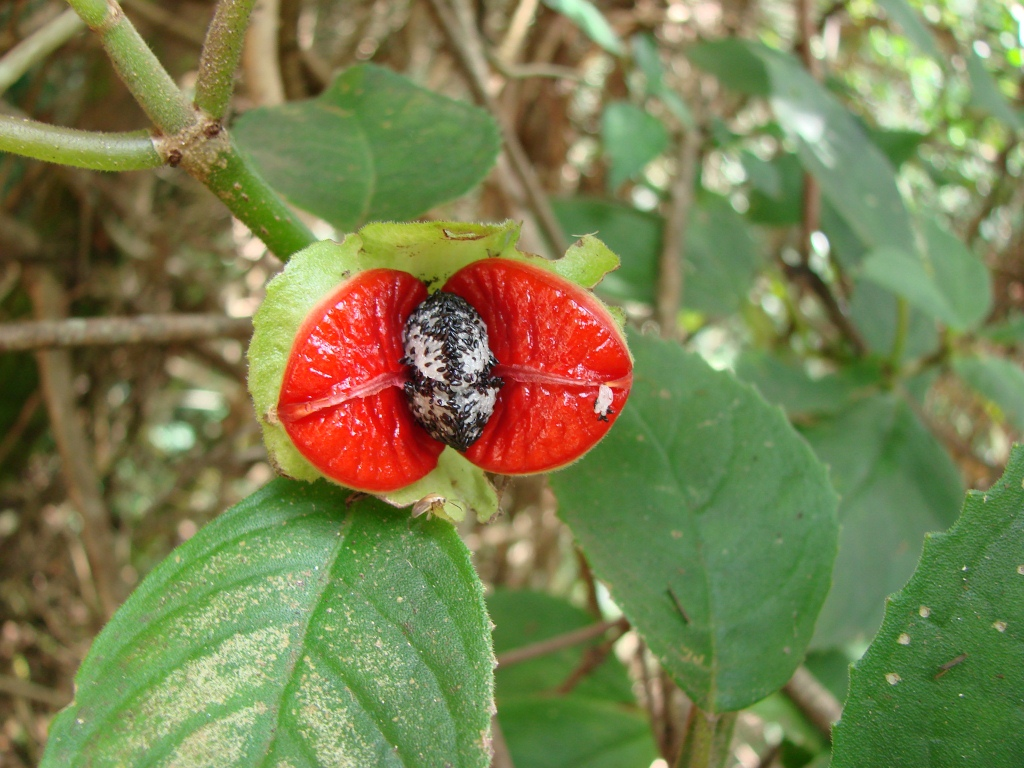
Puklý plod Drymonia serrulata

## Rozšíření
Rod drymonie zahrnuje asi 100 druhů a je to jeden z největších amerických rodů čeledi podpětovité. Je rozšířen od Mexika po Peru a Bolívii a na Karibských ostrovech. Největší areál výskytu má druh Drymonia serrulata, rozšířený v nížinných a nižších horských, deštných i opadavých lesích od Mexika po Peru a Bolívii.

## Ekologické interakce
Květy drymonií produkují hojný nektar a navštěvují je zejména různé včely a motýli. 
Drymonia serrulata má květy samosprašné. Samoopylení je zabráněno protandrií, první den po otevření je květ funkčně samčí a uvolňuje pyl, zatímco blizna dozrává až následujícího dne a květ se tím posunuje do samičí fáze. Ve Střední Americe opylují květy tohoto druhu zejména včely Epicharis monozona a E. rustica z tribu Anthophorini. Navštěvují je i jiné včely (zejména z rodu Euglossa) a také někteří soumračníkovití motýli.
Květy kromě nektaru vytvářejí ve specializovaných žláznatých trichomech (elaioforech) na vnitřní straně koruny olej, který je shromažďován na prašnících a usnadňuje přilepení pylu na hruď opylovačů. Na sběr tohoto oleje se specializuje včela Trigona pallens, která se však nepodílí na opylování květů, neboť nepřichází do kontaktu s bliznami. Elaiofory v horní části korunní trubky byly zjištěny i u jiných druhů drymonií. 
Červeně zbarvené květy drymonie Drymonia rubra, rozšířené v Kolumbii a Střední Americe, jsou opylovány kolibříky. U druhu Drymonia turrialvae bylo zjištěno, že je opylují samci včel rodu Eulaema, sbírající prchavé oleje.

## Taxonomie
Rod Drymonia je v rámci čeledi Gesneriaceae řazen do podčeledi Gesnerioideae a tribu Episcieae. Je blízce příbuzný s rody kolumnea (Columnea), aloplektus (Alloplectus) a Glossoloma.

## Význam
Druh Drymonia serrulata je používán středoamerickými indiány kmene Guaymi jako analgetikum a antipyretikum. Analgetické a protizánětlivé účinky byly potvrzeny též vědeckou studií.
Drymonie jsou atraktivní liány s velkými dekorativními listy a nápadnými květy, které jsou navíc u některých druhů podepřeny zvětšenými, barevnými a vytrvalými kalichy. Pro pěstování v bytových podmínkách jsou příliš rozměrné.
Drymonie je vysazena v tropickém skleníku Pražské botanické zahrady v Tróji.